# Catharsius vitulus
Catharsius vitulus är en skalbaggsart som beskrevs av Karl Henrik Boheman 1857. Catharsius vitulus ingår i släktet Catharsius och familjen bladhorningar. Inga underarter finns listade.